# Best of Tornado
Best of Tornado es el primer álbum recopilatorio de la banda de rock japonesa Ling Tosite Sigure. Su lanzamiento al mercado fue el 14 de enero de 2015 bajo la distribución de Sony Music Japan y JPU Records en Europa
Este álbum recopilatorio se distribuyó bajo 3 formatos:
Los CD vienen las canciones de sus demos (#3 y Toshite) así como las canciones grabadas en el concierto de Shinjuku LOFT" del 2006 y Shibuya-AX en 2007. El DVD contiene los videos musicales de sus canciones pasadas.
- Versión Regular
- Versión Limitada + CD (Tornado Edition)
- Versión Limitada + CD + DVD + Libro de Fotos (Hyper Tornado Edition)

Hyper Tornado Edition es un conjunto de cajas especiales que contiene un folleto que incluye imágenes en vivo de los últimos 10 años y miembros de Ling Tosite Sigure que hablan entre sí, así como un libro de páginas que contiene más de 100 páginas de la historia de Ling Tosite Sigure.
John Davis de London Metrópolis Studios, está a cargo de grabar la mezcla y les puso "2015 mix".

## Canciones
Todas las canciones fueron escritas por TK.

### Primer disco
| N.º     | Título                                                                 | Duración |  |
| 1.      | «JPOP Xfile»                                                           | 4:00     |  |
| 2.      | «Telecastic fake show»                                                 | 4:30     |  |
| 3.      | «abnormalize»                                                          | 3:38     |  |
| 4.      | «illusion is mine»                                                     | 4:03     |  |
| 5.      | «想像のSecurity (2015 mix) [Souzou no Security (2015 mix)]»            | 3:35     |  |
| 6.      | «DISCO FLIGHT»                                                         | 4:30     |  |
| 7.      | «moment A rhythm (short Ver.)»                                         | 7:19     |  |
| 8.      | «Beautiful Circus»                                                     | 3:19     |  |
| 9.      | «I was music»                                                          | 3:12     |  |
| 10.     | «鮮やかな殺人 (2015 mix) [Azayakana Satsujin (2015 mix)]»              | 4:48     |  |
| 11.     | «テレキャスターの真実 (2015 mix) [Telecaster no Shinjitsu (2015 mix)]» | 3:29     |  |
| 12.     | «nakano kill you (2015 mix)»                                           | 3:11     |  |
| 13.     | «Enigmatic Feeling (2015 mix)»                                         | 3:54     |  |
| 14.     | «Missing ling»                                                         | 6:57     |  |
| 15.     | «傍観 [Boukan]»                                                        | 6:26     |  |
| 1:06:51 |                                                                        |          |  |

### Segundo disco
En este disco están todos los videos musicales de la banda Ling Tosite Sigure.

| N.º | Título                                | Duración |  |
| 1.  | «Sadistic Summer»                     |          |  |
| 2.  | «想像のSecurity [Souzou no Security]» |          |  |
| 3.  | «DISCO FLIGHT»                        |          |  |
| 4.  | «Telecastic fake show»                |          |  |
| 5.  | «JPOP Xfile»                          |          |  |
| 6.  | «I was music»                         |          |  |
| 7.  | «illusion is mine»                    |          |  |
| 8.  | «abnormalize»                         |          |  |
| 9.  | «Beautiful Circus»                    |          |  |
| 10. | «Metamorphose»                        |          |  |
| 11. | «Enigmatic Feeling»                   |          |  |

### Disco 3
En este disco están las canciones de sus demos (#3 y Toshite) así como las canciones grabadas en el concierto de "Shinjuku LOFT" del 2006 y "Shibuya-AX" en 2007.

| N.º     | Título | Duración |  |
| 1.      | «鮮やかな殺人 (from Demo Tape) [Azayakana Satsujin (Demo Tape)]»                                                                | 4:53     |  |
| 2.      | «TK in the 夕景 (from Demo Tape) [TK in the Yuukei (Demo Tape)]»                                                                | 4:37     |  |
| 3.      | «テレキャスターの真実 (from #3) [Telecaster no Shinjitsu (#3)]»                                                                 | 3:37     |  |
| 4.      | «赤い誘惑 (from #3) [Akai Yuuwaku (#3)]»                                                                                        | 4:48     |  |
| 5.      | «Sergio Echigo (from #3)» | 6:52     |  |
| 6.      | «傍観 (from #3) [Boukan (#3)]»                                                                                                  | 5:37     |  |
| 7.      | «CRAZY感情STYLE (from 2006.12.2 Live at SHINJUKU LOFT) [CRAZY Kanjou Style (2006.12.2 Live at SHINJUKU LOFT)]»                  | 5:07     |  |
| 8.      | «ラストダンスレボリューション (from 2006.12.2 Live at SHINJUKU LOFT) [Last Dance Revolution (2006.12.2 Live at SHINJUKU LOFT)]» | 5:07     |  |
| 9.      | «Acoustic (from 2006.12.2 Live at SHINJUKU LOFT)»                                                                               | 5:08     |  |
| 10.     | «Sadistic Summer (from 2007.11.11 Live at SHIBUYA-AX)»                                                                          | 4:46     |  |
| 11.     | «赤い誘惑 (from 2007.11.11 Live at SHIBUYA-AX) [Akai Yuuwaku (2007.11.11 Live at SHIBUYA-AX)]»                                  | 4:50     |  |
| 12.     | «夕景の記憶 (from 2007.11.11 Live at SHIBUYA-AX) [Yuukei no Kioku (2007.11.11 Live at SHIBUYA-AX)]»                             | 6:52     |  |
| 1:02:14 | |          |  |